# Clemens III. (Gegenpapst)

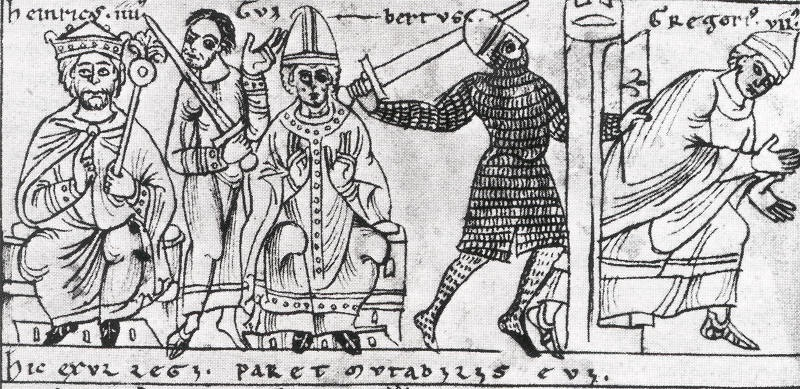
Clemens III. (Mitte thronend) mit dem von ihm zum Kaiser gekrönten Heinrich IV. (links thronend) und dem kaiserlichen Schwertträger Pfalzgraf Hermann II. von Lothringen (dazwischen stehend); rechts vertreibt ein Bewaffneter den abgesetzten Papst Gregor VII. Illustration zur Weltchronik Ottos von Freising im Codex Jenensis Bose q.6 (1157).

Clemens III. (eigentlich Wibert von Ravenna oder Guibert von Ravenna, * zwischen 1020 und 1030 in Parma; † 8. September 1100 in Civita Castellana) war Gegenpapst von 1084 bis 1100 gegenüber Gregor VII., Viktor III., Urban II. und Paschalis II.

## Leben

### Herkunft und Karriere
Wibert stammte aus der mit den Markgrafen von Canossa verwandten Adelsfamilie der „Wiberti di Meletolo“ und war ein Urenkel des Stammvaters Gerhard, Sohn des Herrn Siegfried I. von Canossa. Er war als jüngerer Sohn von Kind an zum geistlichen Amt bestimmt und begann seine Laufbahn am Hof des Bischofs Cadalus von Parma (dem späteren Gegenpapst Honorius II.).
Auf Betreiben der Kaiserin Agnes wurde er als Nachfolger Gunthers von Bamberg zum Kanzler für Italien ernannt. Er nahm als Vertreter des Reiches an der Synode von Sutri im Januar 1059 teil, auf welcher der von der Reformpartei nicht anerkannte Papst Benedikt X. exkommuniziert und der von reformorientierten Kardinälen kurz zuvor gewählte Papst Nikolaus II. bestätigt wurde. Anschließend verhandelte er mit Nikolaus über das im gleichen Jahr erlassene und reichs- und kirchenpolitisch brisante Papstwahldekret. 1061 war er an der Erhebung Cadalus’ zum kaiserlichen Gegenpapst beteiligt. Noch während des dreijährigen Schismas wurde er wohl im Zusammenhang mit dem Rückzug der Kaiserin von der Regentschaft 1063 seines Amtes enthoben.
Auf ihre Fürsprache erhob ihn König Heinrich IV. 1072 zum Erzbischof von Ravenna. Während der Fastenzeit im Frühjahr 1073 erhielt er von Papst Alexander II. die Weihe und leistete ihm den Gehorsamseid. Wibert kannte den römischen Reformerkreis und war für Ideen der Kirchenreform trotz seiner reichskirchlichen Prägung aufgeschlossen. Sein Verhältnis zu Hildebrand, der im April 1073 als Gregor VII. zum Papst erhoben wurde, war trotz der Unklarheiten bei Gregors Wahl anfangs positiv. Der Bruch entstand zwischen 1074 und 1076 im Zuge der Zuspitzung des Streits um das päpstliche Verbot der Laieninvestitur, die den Beginn des so genannten Investiturstreits zwischen Gregor VII. und Heinrich IV. markiert.

### Konflikt mit Gregor VII.

#### Absetzung und Bannung
Wibert stellte sich zu einem nicht genau bestimmbaren Zeitpunkt auf die königliche Seite. Bei der ersten Fastensynode in Rom 1074 war er anwesend und nahm den traditionellen Ehrenplatz des Metropoliten von Ravenna zur Rechten des Papstes ein. Es ist trotz gegenteiliger Nachrichten in späteren, Wibert feindlich gesinnten Quellen nicht unwahrscheinlich, dass er auch an der römischen Fastensynode des Jahres 1075 noch teilnahm; jedenfalls wurde er von Gregor freundlich und ohne erkennbare Zeichen eines Zerwürfnisses eingeladen. Die von dieser Synode ausgehende Verschärfung der päpstlichen Politik war vielleicht Anlass für die Entfremdung. 1076 schloss sich Wibert den Protesten der lombardischen Bischöfe gegen die Haltung des Papstes an und wurde zusammen mit ihnen exkommuniziert. 1078 wurde er gleichzeitig mit Erzbischof Thedald von Mailand († 1085), dem wichtigsten opponierenden Metropoliten neben Wibert, wegen Ungehorsams gebannt und für endgültig abgesetzt erklärt, nachdem ihn Gregor in einem scharf formulierten Schreiben vor die Synode zitiert und Wibert die Ladung missachtet hatte. Gregor, der Ungehorsam gegenüber dem Nachfolger Petri als Häresie betrachtete, bezeichnete Wibert in seiner Korrespondenz mehrfach als „Erzhäretiker“. Allerdings blieben Absetzung und Bannung ohne Konsequenzen, und Wibert regierte sein Erzbistum unbehelligt weiter.

#### Papstwahl
Die Synode zu Brixen, die aus Protest gegen die erneute Bannung und Absetzung Heinrichs IV. durch den Papst zusammentrat, wählte Wibert von Ravenna am 25. Juni 1080 zum (Gegen-)Papst für den Fall, dass das gleichzeitig initiierte Absetzungsverfahren gegen Gregor Erfolg hätte. Da Gregor sich den an ihn gestellten Forderungen nicht beugte und die Synode der 30 Reichsbischöfe verdammte, zog der König nach seinem Sieg über den vom Papst unterstützten Gegenkönig Rudolf von Rheinfelden 1081 nach Italien und erlangte nach mehreren langwierigen Belagerungen letztlich durch Verhandlungen mit dem römischen Adel Einlass in die Stadt Rom. Zwölf Kardinäle, darunter ein Kardinalbischof, hatten dem kaiserlichen Kandidaten ihre Unterstützung zugesagt. Eine von Heinrich einberufene Wahlversammlung unter Mitwirkung des Stadtadels und der königstreuen Kardinäle beschloss die Absetzung Gregors und führte eine Papstwahl durch, deren genaue Modalitäten nicht überliefert sind. Allerdings blieben die drei wichtigsten Kardinalbischöfe von Ostia, Albano und Porto Parteigänger Gregors und nahmen an der Wahl und den anschließenden Einsetzungszeremonien nicht teil. Wibert wurde am 24. März 1084 in der Laterankirche zu Rom als Clemens III. inthronisiert und krönte seinerseits am 31. März 1084 Heinrich IV. zum Kaiser.
Im Mai 1084 kam der Normannenfürst Robert Guiskard mit seinem Heer dem bedrängten Papst Gregor VII. zur Hilfe, der sich in der Engelsburg verschanzt hatte. Clemens III. floh nach Tivoli. Allerdings plünderten und brandschatzten die Normannen Rom, was dazu führte, dass der von ihnen befreite Papst Gregor VII. die Stadt zusammen mit seinen Befreiern verlassen musste und die Römer seine Ansprüche nicht mehr anerkannten. So war es Clemens III. noch im selben Jahr möglich, nach Rom zurückzukehren. Gregor starb im Jahr darauf weitgehend isoliert in Salerno.
Eine bleibende kirchenpolitische Neuerung Clemens’ war die Gleichstellung der niederen Kardinalsränge (Kardinalpriester und Kardinaldiakone), unter denen er viele Unterstützer besaß, mit den Kardinalbischöfen, was von den gregorianischen Päpsten nach der Rückgewinnung Roms beibehalten wurde.

### Konflikt mit Urban II.

#### Beherrschende Stellung
Clemens hielt sich anfangs auch noch oft an seinem bisherigen Bischofssitz in Ravenna auf. Auf der Synode zu Mainz im April 1085 erkannte ihn der deutsche Episkopat unter Erzbischof Wezilo als rechtmäßigen Papst an. Im Sommer 1087 begab er sich nach Rom und leitete die Verteidigung während der Kämpfe gegen mathildische Truppen, die den gregorianischen Papst Viktor III. zur Inthronisierung in die Stadt brachten. Allerdings war das gregorianische Lager in den ersten Jahren nach dem Tod Gregors VII. geschwächt und gespalten und vermochte keinen gleichwertigen Papst zu etablieren, der Clemens’ Stellung gefährden konnte. Auch nach der Wahl Urbans II. im Frühjahr 1088 in Terracina sah Clemens seine beherrschende Stellung auf der kirchenpolitischen Bühne zunächst kaum bedroht. Es gelang ihm, seine Obödienz über Heinrichs Herrschaftsbereich hinaus zu erweitern und sich in weiten Teilen Europas mit Ausnahme Frankreichs und der Iberischen Halbinsel durchzusetzen. In Italien kontrollierte Clemens bis mindestens 1095 alle norditalienischen Bistümer mit Ausnahme des Erzbistums Genua und seit 1088 auch des Erzbistums Mailand (dessen Suffragane jedoch wibertinisch blieben). In Rom selbst entwickelte sich zeitweilig ein Kleinkrieg. 1089 hielt sich Clemens in der Stadt auf, wo sich Urban auf einer Tiberinsel verschanzt hatte. Ende Juni 1089 gelang dessen Anhängern ein kurzfristiger Erfolg über die Wibertiner. Urban konnte den Lateran besetzen und einen triumphalen Einzug halten, wurde aber rasch wieder vertrieben. 1091 gelang es den kaisertreuen Römern, den Anhängern Urbans auch die Engelsburg abzunehmen, die in den folgenden sieben Jahren in der Hand der Wibertiner blieb.

#### Synode in Rom
Auf Heinrichs recht erfolgreichem Italienzug 1091 begleitete Papst Clemens III. den Kaiser streckenweise, war bei verschiedenen militärischen Aktionen anwesend und regelte im Einvernehmen mit dem Kaiser auch diverse kirchenpolitische Streitigkeiten in Deutschland. Wohl erst um die Jahreswende 1091/92 und nicht bereits im Jahr 1089, wie die frühere Forschung annahm, hielt Clemens in Rom in der Peterskirche eine große Synode ab, die den Höhepunkt seines Pontifikats markiert. Dabei widerrief er die Exkommunikation Heinrichs IV., widersprach verschiedenen von den Gregorianern behaupteten Positionen, zeigte sich aber in der Forderung nach Beseitigung der Simonie und Einhaltung des Zölibats nicht weniger streng als die Reformer. Allerdings offenbaren die Beschlüsse der Synode, deren Ergebnisse in einem Rundschreiben des Gegenpapstes überliefert sind (das so genannte Decretum Wiberti), das grundsätzlich andere Amts- und Kirchenverständnis der Konservativen. Während die Reformpäpste in ihren Dekreten Befehle und definitive Entscheidungen verbreiten und keinerlei Widerspruch dulden, besitzen Clemens’ Maßgaben eher den Charakter von Ratschlägen oder Leitlinien, die den Bischöfen bei der Umsetzung große Freiheiten einräumen. Das betrifft auch die Ermahnungen zum Zölibat, dessen Einhaltung Clemens nicht mit der Durchsetzung überlieferter Regeln des Kirchenrechts begründet wie die Reformer, sondern als Maßnahme zur Aufrechterhaltung der Ordnung und des öffentlichen Friedens verlangt. Auch forderte Clemens von den Gläubigen ultimativ die Anerkennung und Annahme der Sakramente auch von sündigen Priestern, ganz im Gegensatz zu den Gregorianern. Deren Selbstverständnis war von rigiden Anforderungen an Amtsträger und von der massiven Verketzerung ihrer Gegner geprägt, weshalb sie reformwillige Laien häufig zum Widerstand und sogar zur gewaltsamen Erhebung gegen ihrer Ansicht nach „sündige“ oder „ungehorsame“ Kleriker und Bischöfe ermunterten.

#### Erfolge der Gegenseite
Clemens’ Rivale Urban II. versuchte in der Folgezeit, sich durch konkurrierende kirchliche Gesetzgebungsakte Geltung zu verschaffen. Erste Zeichen eines Aufschwungs brachten Urbans erfolgreiche Bemühungen, im Zusammenwirken mit den Normannen einen diplomatischen Ausgleich mit dem byzantinischen Kaiser Alexios I. Komnenos herzustellen. Wiberts gute Beziehungen zur griechischen Geistlichkeit in Süditalien konnten hierzu kein hinreichendes Gegengewicht schaffen. Doch erst als sich um die Mitte der 1090er Jahre die Position Urbans II. infolge seiner Reisetätigkeit und öffentlichkeitswirksamer Sendschreiben und Auftritte auf verschiedenen Synoden in Südfrankreich weiter stabilisierte, geriet Clemens III. stärker unter Druck. 1092 verließ er Rom, das er zu dieser Zeit noch uneingeschränkt beherrschte, und hielt sich am kaiserlichen Hof auf. Urban konnte sich seit November 1093 unter dem Schutz der Familie Frangipani wieder in Rom aufhalten, kontrollierte aber nur einen kleinen Bezirk um Santa Maria Nuova. Mit Hilfe von Geldspenden aus Frankreich gelang es ihm kurz darauf, den Lateranpalast vom wibertinischen Kommandanten zu kaufen. Das überwältigende Echo auf Urbans Aufruf zum Kreuzzug, der auch als „Kampfansage“ gegen Clemens III. gewertet werden kann, trug zu Clemens’ Bedeutungsverlust nach der Synode von Clermont bei. Besonders in Norditalien verlor er an Unterstützung.

#### Letzte Jahre
Während des Kreuzzugs gerieten die Wibertiner auch in Rom zunehmend in Bedrängnis und wurden weitgehend von den Normannen vertrieben. Clemens III. selbst kehrte nach 1092 nicht mehr nach Rom zurück und residierte seit 1096 in Civita Castellana etwa 55 km nördlich der heiligen Stadt. 1098 nutzte er die Abwesenheit Urbans in Italien für einen Versuch, seine Machtstellung wiederzugewinnen. Nach dem militärisch wichtigen Sieg über den Grafen von Imola konnte er zeitweise den Landweg von Frankreich nach Rom kontrollieren. Hier ließ er eine Synode abhalten, an der er persönlich allerdings nicht teilnahm. Sie tagte abwechselnd in verschiedenen Häusern wibertinischer Unterstützer, was als Hinweis auf die zu dieser Zeit unsichere Stellung der Gegenpapstanhänger zu werten ist. Die Stadt befand sich wohl nur zum geringeren Teil in wibertinischer Hand, wiewohl auch Urban nach Süditalien ausgewichen war. Zwistigkeiten gab es auch innerhalb des gregorianischen Kardinalskollegiums. Der Seitenwechsel des Kardinaldiakons Hugo aus Verdun, eines Anhängers von Papst Urban, der bei den Synoden von Piacenza und Clermont anwesend war und sich 1098 gegen Urban wandte, weckte im wibertinischen Lager Hoffnungen auf eine Abfallbewegung unter den Gregorianern, die sich aber nicht erfüllten. Immerhin befand sich Rom im Juli 1099, als Urban II. im Haus seines Beschützers Pierleone († um 1124) verstarb, wieder zu beträchtlichen Teilen in der Hand der Wibertiner, die unter anderem den Lateran beherrschten, sodass die Beisetzung Urbans unter starken Sicherheitsvorkehrungen in der Peterskirche stattfinden musste.

### Situation in Deutschland
In Deutschland blieb die Anerkennung Clemens’ als Papst während der gesamten 1090er Jahre ungefährdet; die wenigen Versuche der gregorianischen Partei, im Reichsepiskopat Fuß zu fassen, etwa durch die Weihe des Passauer Bischofs Udalrich im Jahr 1092, blieben erfolglos. Die Reichsbischöfe standen bis auf Emehard von Würzburg und Otto von Straßburg, die sich 1096 nach der Ausrufung des Kreuzzugs in Frankreich mit Urban II. versöhnten, bis zum Ende des Pontifikats zum kaiserlichen Papst. Von Synoden der wibertinischen Bischöfe in Deutschland während dieser Jahre ist auszugehen, allerdings finden sich aufgrund der schlechten Überlieferungslage in den Quellen nur vereinzelte Hinweise.

### Tod, Verehrung und Verfemung
Clemens III. regierte in den ihm weiter anhängenden Gebieten unangefochten bis zu seinem Tod im Jahr 1100, der unabhängig von der Obödienz in zahlreichen zeitgenössischen Chroniken als bedeutendes Ereignis verzeichnet wurde. Wiberts moralische Integrität wurde auch von seinen Gegnern anerkannt. In Civita Castellana entstand ein Heiligenkult, der das hohe Ansehen Wiberts bezeugt. Der italienische Episkopat wibertinischer Obödienz unternahm 1101/02 ernsthafte Schritte, um eine Heiligsprechung durch die Bischofssynode zu erreichen. Mannigfache Wunder sind überliefert, die sich an Wiberts Grab ereignet haben sollen. Der Kult veranlasste Papst Paschalis II., die Stadt unter erheblicher Kraftanstrengung zu erobern und Wiberts Leiche aus dem Grab entfernen und in den Tiber werfen zu lassen, um das Andenken an Papst Clemens auszulöschen.

### Nachleben
Die von seinen Anhängern gewählten Nachfolger Theodoricus und Albertus erreichten zu keiner Zeit den Einfluss und die Anerkennung, die Wibert während seines Pontifikats genossen hatte, und mussten ihr Papstamt binnen weniger Jahre aufgeben. Damit gelang es Papst Paschalis, das Schisma rasch zu beenden und seine alleinige Anerkennung durchzusetzen.
Insgesamt gilt Wibert von Ravenna als ein erfolgreicher Gegenpapst des Mittelalters, der sich für die Zeitgenossen in nichts von einem rechtmäßigen Papst unterschied und einen konservativen Gegenentwurf zu den Vorstellungen des Reformpapsttums verkörperte. Die von Ekkehard von Aura für das Jahr 1106 überlieferte ausdrückliche Ungültigerklärung sämtlicher Dekrete Clemens’ III. durch Paschalis II. belegt, dass seine Amtsführung den Reformanhängern auch nach seinem Tod noch als Gefahr für die Legitimität ihres Anspruchs auf das Papstamt erschien.